# Peter Evans (Trompeter)

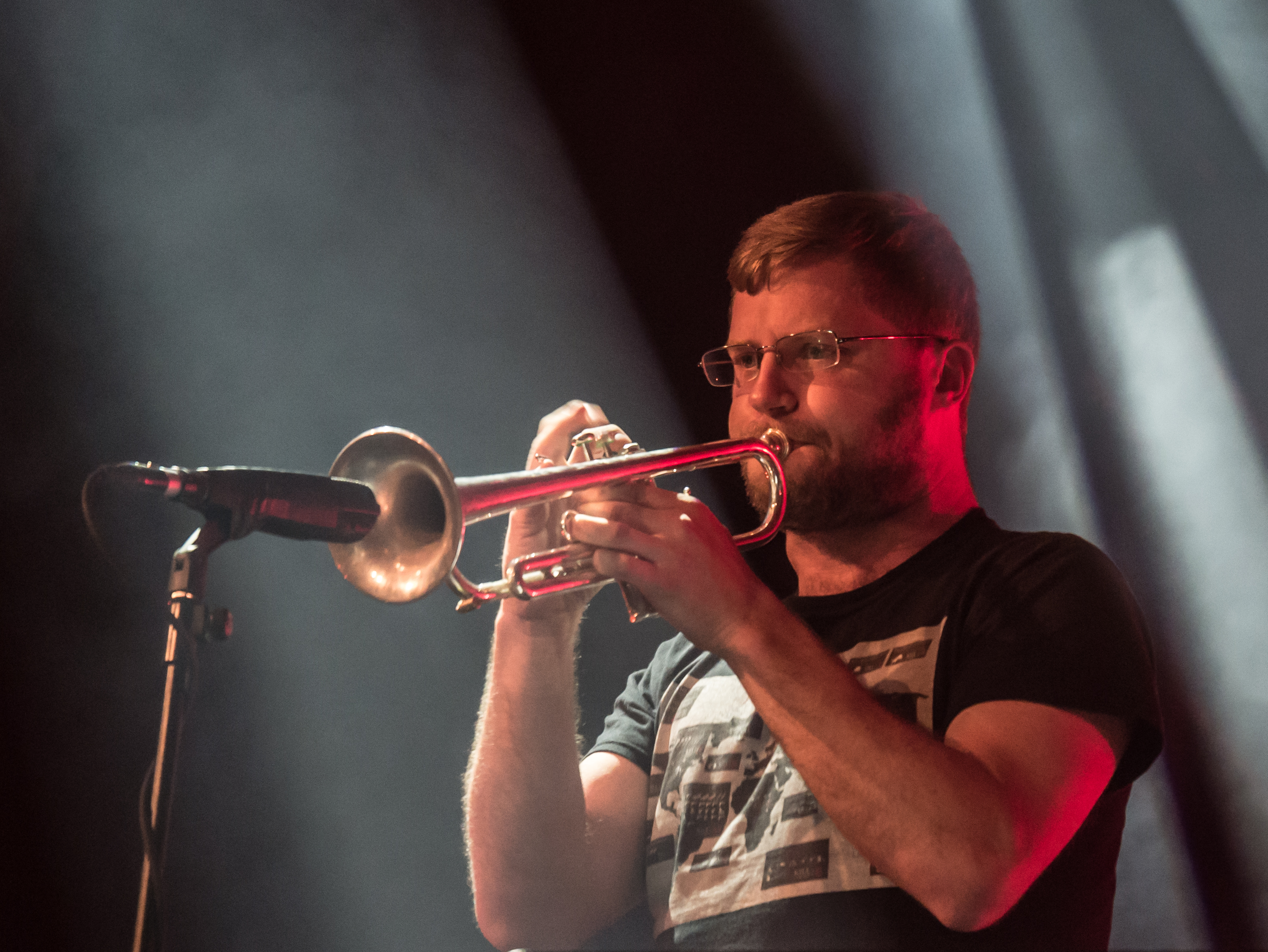
Peter Evans beim Moers Festival 2015

Peter Evans (* 1981) ist ein US-amerikanischer Trompeter mit Wahlheimat in New York City. Bekannt ist er vor allem für genre-grenzüberschreitende Improvisationsmusik, sowie Auftritte  und Komposition in Jazz, Klassik und Neuer Musik.

## Leben
Evans absolvierte Anfang der 2000er Jahre das Oberlin College mit Abschluss an dessen Musik-Zweig Oberlin Conservatory of Music in Ohio. Gemeinsam mit seinem Studienfreund Moppa Elliott ging er 2003 als Profimusiker nach New York City, der ihn ebenso wie den Saxophonisten Jon Irabagon und den Schlagzeuger Kevin Shea als Gründungsmitglied in seine Band Mostly Other People Do the Killing holte, in der er bis 2015 tätig war.
Als experimentierfreudiger Musiker überschritt Evans kontinuierlich die Genregrenzen, trat ebenso in Kammerorchestern wie in Freejazz-Settings auf, in Bands und Solo als Performance-Künstler. Beim alljährlichen Festival of New Trumpet Music in New York City gehört er zu den regelmäßigen Teilnehmern. Seine Tourneen führten ihn durch ganz Nordamerika und mehrfach nach Europa.
Sein Solo-Trompeten-Album More Is More erschien 2006 auf Evan Parkers psi-Label, das Debütalbum als Bandleader unter dem Titel The Peter Evans Quartet kam 2007 bei Firehouse 12 Records heraus. Zur Stammbesetzung dieses Quartetts gehören Brandon Seabrook, Tom Blancarte und Kevin Shea. Daneben ist er weiterhin Mitglied im Quartett Mostly Other People Do the Killing, dem Freestyle-Duo Sparks mit Tom Blancarte, den Histrionics, dem Freejazz-Quintett Carnival Skin (mit Klaus Kugel, Perry Robinson, Hilliard Greene und Bruce Eisenbeil), dem Projekt Language Of mit Charles Evans und dem Christmas Duo mit Posaunist Sam Kulik. Ferner wirkte er an dem Album The Moment’s Energy von Evan Parker mit. Außerdem ist er Teil des 2014 gegründeten Quartetts Amok Amor mit Petter Eldh, Christian Lillinger und Wanja Slavin.
Zu hören ist er auch auf Dan Weiss’ Album Unclassified Affections (2025).
In New York tritt der Trompeter auch des Öfteren mit zeitgenössischen Ensembles für Neue Musik auf, wie dem International Contemporary Ensemble, Alarm Will Sound, Continuum und Ensemble 21. Auf der  Piccolotrompete  gibt er Barockmusik-Konzerte, etwa die Brandenburgischen Konzerte No. 2 in der Brooklyner Bargemusic-Reihe und Bachs H-Moll-Messe in der Kirche St. Peter. 
Sein eigenes Plattenlabel More is More Records gründete Evans 2011, „um neue und kompromisslose Musik herauszubringen“.

## Diskografische Hinweise
Alben unter eigenem Namen
- Nature/Culture Doppel-CD, (psi 2009)
- More Is More (psi 2006; More Is More Records 2011)
- The Peter Evans Quartet (Firehouse 2007)
- Live in Lisbon (Clean Feed, 2010)
- Ghosts (More Is More Records 2011, mit Carlos Homs)
- Sam Pluta, Peter Evans: Event Horizon (Carrier, 2014)
- Lifeblood (More Is More, 2016)
- The Veil (More Is More, 2018)
- Being & Becoming (More Is More, 2020, mit Joel Ross, Nick Jozwiak, Savannah Harris)
- Extra (2024)

mit Evan Parkers Electro-Acoustic Ensemble
- The Moment's Energy (ECM 2007)

mit Nate Wooley
- High Society, CD, (Carrier Records 2011)
- Instrumentals Vol. 1, CD, (Dead CEO 2012)

mit Weasel Walter & Mary Halvorson
- Mystery Meat, CDr (ugEXPLODE 2009)
- Mechanical Malfunction, CD, (Thirsty Ear Records 2012)

mit Okkyung Lee & Steve Beresford
- Check For Monsters, CD, (Emanem Records 2009)

mit Rodrigo Amado
- The Freedom Principle (2014)

mit Christian Lillinger, Petter Eldh, Wanja Slavin
- AMOK AMOR (Boomslang Records, 2015)

mit Tim Dahl und Mike Pride
- Pulverize the Sound (2015)

mit Agustí Fernández und Mats Gustafsson
- A Quietness of Water (Not Two Records, 2017)
- Kopros Lithos (2018)

mit David Byrd-Marrow
- Eye of the Mind (More Is More, 2018)

mit dem Stemeseder Lillinger Quartet
- Umbra II (2024)